# 巴伦弗莱特
巴伦弗莱特是德国石勒苏益格－荷尔斯泰因州的一个市镇。总面积14.77平方公里，总人口600人，其中男性322人，女性278人（2011年12月31日），人口密度41人/平方公里。